# Морська Марія Іванівна (П'єткевич-Фессінг)
Марі́я Іва́нівна Морська́ (справжнє прізвище — П'єткевич-Фессінг, нар. 1895, Остропіль, Подільська губернія, Російська імперія — пом. 28 листопада 1932, Російська РФСР, СРСР) — театральна акторка польського походження, сценограф, перекладачка. Відома за виступами в Державному драматичному театрі, Першому театрі Української Радянської Республіки імені Шевченка у Києві, в Театрі Руської бесіди у Львові, Руському театрі Ужгорода.
Як художниця відома під іменем Марія Кітчнер.

## Життєпис
1918 року — актриса Державного драматичного театру.
У 1919—1921 роках — актриса Першого театру Української Радянської Республіки імені Шевченка в Києві.
У 1921 році разом з чоловіком О. Загаровим виїхала до Львова, де працювала в Театрі товариства «Руська бесіда» (до 1923 року).
У 1923—1925 роках — в українських театрах Ужгорода та Подєбрад (нині — Чехія).
В Подєбрадах Олександр Загаров і Марія Морська починають домагатися візи на виїзд до України. З 1926 року — працюють в Україні, згодом — у Росії.
Марія Морська також відома як «перекладачка творів з польської та англійської мов, відома як талановита художниця, сценограф. Її картини, ескізи декорацій, костюми під прізвищем Марія Кітчнер експонувалися на виставках у Києві та Львові».
В останні роки життя Марія Іванівна відійшла від театру. Пішла з життя 1932 року в РРФСР.

## Ролі
- Інна («Закон» В. Винниченка)
- Анна Андріївна («Ревізор» М. Гоголя)
- Дорина («Тартюф» Мольєра)
- Мірандоліна («Мірандоліна» К. Ґольдоні)
- Місіс Чівлі («Ідеальний муж» О. Вайлда)
- Міреле Ефрос («Міреле Ефрос» Я. Гордіна)
- Віра Мірцева («Віра Мірцева» Л. Урванцева)
- Гедді Габлер («Гедді Габлер» Г. Ібсена)

інші ролі в п'єсах
- «Гріх» В. Винниченка
- «Лялькова хатка» Г. Ібсена
- «Візник Геншель» Г. Гауптмана
- «Любощі» І. Шніцера[2]